# Fredrik Wikström Nicastro
Max Fredrik Wikström Nicastro, född 24 augusti 1978 i Skellefteå, är en svensk filmproducent, regissör och manusförfattare. Han är bror till filmproducenten Nicklas Wikström Nicastro.

## Biografi
Fredrik Wikström Nicastro är född och uppvuxen i Skellefteå. Han flyttade sen till Stockholm där han utbildade sig på Stockholms Filmskola (1998–1999) och på Dramatiska Institutet (2001–2004). Han jobbade några år på produktionsbolaget Tre Vänner tillsammans med sin bror Nicklas Wikström Nicastro. Idag jobbar Fredrik Wikström Nicastro som grundare, VD och Producent på Hope Studios.
Han är producent för A Man Called Otto som är den amerikanska versionen av En man som heter Ove, och som finansierades och produceras av SF Studios. Tom Hanks spelade huvudrollen och Marc Forster regisserade filmen som spelade in ca 115 miljoner dollar på bio.
Fredrik Wikström Nicastro har nominerats fyra gånger på Guldbaggegalan, två gånger för Bästa Film och två gånger för Biopublikens pris.

## Filmografi (i urval)
- 2002 – Gömd i tiden (kortfilm)
- 2003 – Berglunds begravningar (TV-serie)
- 2007 – Ett öga rött
- 2010 – Snabba Cash
- 2011 – Svensson, Svensson – i nöd och lust
- 2012 – Snabba cash II
- 2013 – Små citroner gula
- 2013 – Snabba cash – Livet deluxe
- 2013 – Mysteriet Ragnarök
- 2014 – Bamse och tjuvstaden
- 2014 – Pojken med guldbyxorna
- 2015 – Jönssonligan – Den perfekta stöten
- 2015 – En man som heter Ove
- 2016 – Bamse och häxans dotter
- 2017 – Borg
- 2019 – Britt-Marie var här
- 2020 – Horizon Line
- 2021–2022 – Snabba cash (TV-serie)
- 2021 – Utvandrarna
- 2022 – A Man Called Otto